# Conjugado de um número complexo
Em matemática, o conjugado de um número complexo {\displaystyle z=a+bi\,\!} é o número representado por {\displaystyle {\overline {z}}=a-bi\,\!}. Possui grande utilidade nos cálculos com variáveis complexas, além de representar a reflexão do número em torno do eixo das abcissas no Plano de Argand-Gauss.

## Propriedades
- {\displaystyle |z|=|{\overline {z}}|\,} (O módulo do conjugado de um número é o mesmo módulo do número)
- {\displaystyle z\cdot {\overline {z}}=|z|^{2}\,} (o produto de um número pelo seu conjugado é o quadrado do módulo do número)
- {\displaystyle z+{\overline {z}}=2Re(z)\,} (a soma de um número ao seu conjugado é o dobro da parte real do número)
- {\displaystyle z-{\overline {z}}=2Im(z)\,} (a subtração de um número ao seu conjugado é o dobro da parte imaginária do número)

## Uso como Variável
Uma vez um número complexo {\displaystyle z=x+iy} ou  {\displaystyle z=re^{i\theta }} é dado, seu conjugado é suficiente para reproduzir as partes da variável z:
- Parte real: {\displaystyle x=\operatorname {Re} (z)={\dfrac {z+{\overline {z}}}{2}}}
- Parte imaginária: {\displaystyle y=\operatorname {Im} (z)={\dfrac {z-{\overline {z}}}{2i}}}
- Módulo: {\displaystyle r=\left|z\right|={\sqrt {z{\overline {z}}}}}
- Argumento: {\displaystyle e^{i\theta }=e^{i\arg z}={\sqrt {\dfrac {z}{\overline {z}}}}}, então {\displaystyle \theta =\arg z={\dfrac {1}{i}}\ln {\sqrt {\frac {z}{\overline {z}}}}={\dfrac {\ln z-\ln {\overline {z}}}{2i}}}

Além disso, {\displaystyle {\overline {z}}} pode ser usado para especificar linhas no plano:
{\displaystyle \left\{z\mid z{\overline {r}}+{\overline {z}}r=0\right\}}
O conjunto é uma linha através da origem e perpendicular a {\displaystyle {\overline {r}}} desde a parte real de {\displaystyle z\cdot {\overline {r}}} é zero apenas quando o cosseno do ângulo entre {\displaystyle z} e {\displaystyle {\overline {r}}} é zero. Da mesma forma, para uma unidade complexa fixa u = exp (b i), a equação
{\displaystyle {\frac {z-z_{0}}{{\overline {z}}-{\overline {z_{0}}}}}=u}
determina a linha através {\displaystyle z_{0}}na direção de u.